# Brad Ellsworth

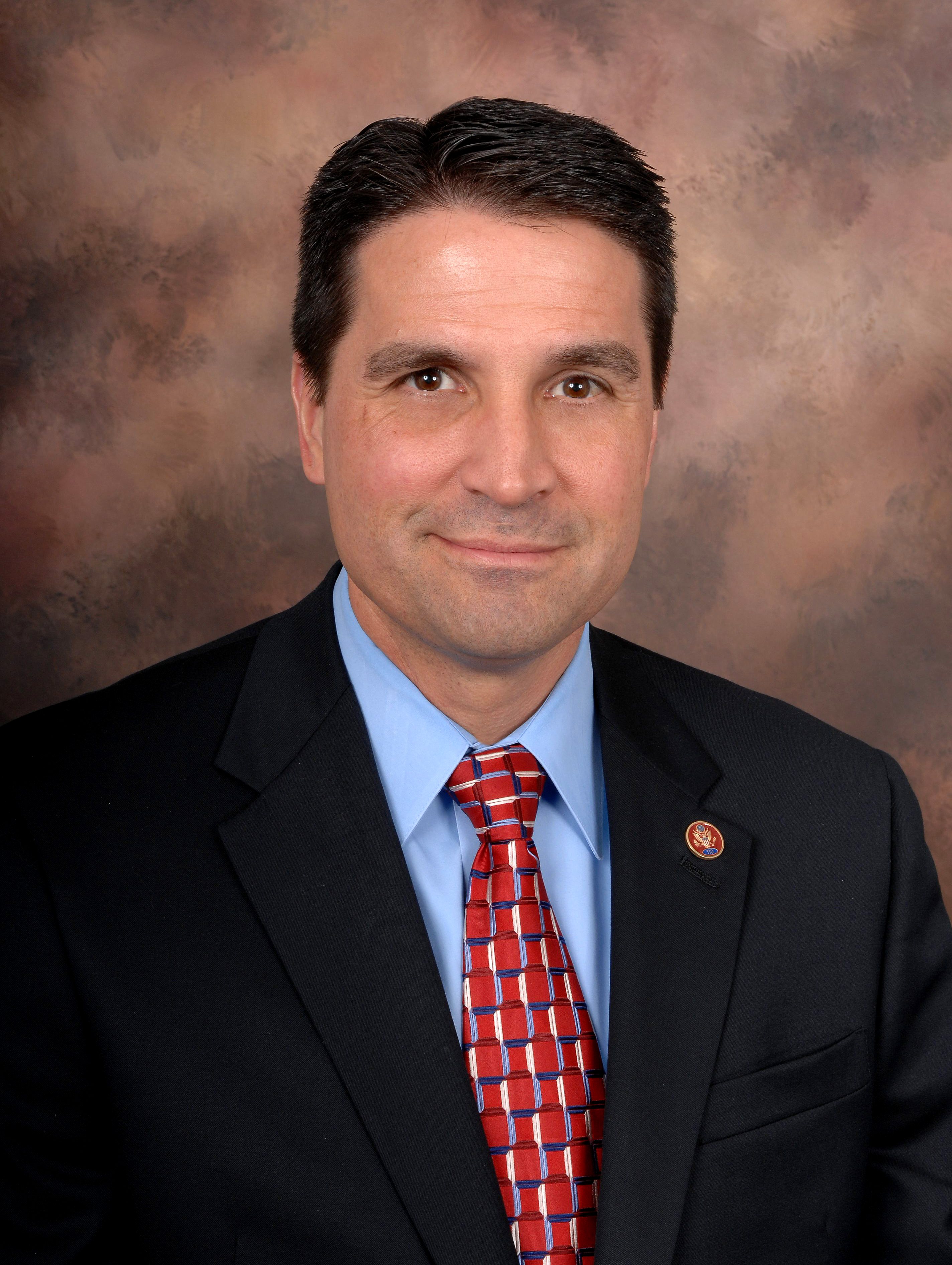
Brad Ellsworth

John Bradley "Brad" Ellsworth, född 11 september 1958 i Jasper, Indiana, är en amerikansk demokratisk politiker. Han representerade delstaten Indianas åttonde distrikt i USA:s representanthus 2007–2011.
Ellsworth studerade vid Indiana State University. Han avlade 1981 sin kandidatexamen och 1993 sin master. Han var sheriff i Vanderburgh County 1999-2007.
Ellsworth besegrade sittande kongressledamoten John Hostettler i kongressvalet i USA 2006. Han efterträdde Hostettler i representanthuset i januari 2007.
Ellsworth är katolik. Han och hustrun Beth har ett barn.